# Озовил Обербоск
Озовил Обербоск (фр. Auzouville-Auberbosc) насеље је и општина у северној Француској у региону Горња Нормандија, у департману Приморска Сена која припада префектури Авр.
По подацима из 2011. године у општини је живело 272 становника, а густина насељености је износила 44,74 становника/km². Општина се простире на површини од 6,08 km². Налази се на средњој надморској висини од 140 метара (максималној 149 m, а минималној 121 m).

## Демографија
| 1962. | 1968. | 1975. | 1982. | 1990. | 1999. | 2011. |
| ----- | ----- | ----- | ----- | ----- | ----- | ----- |
| 144   | 187   | 179   | 202   | 258   | 258   | 272   |

График промене броја становника у току последњих година